# Jトラストグローバル証券
Jトラストグローバル証券株式会社（J Trust Global Securities Co., Ltd.）は、Jトラスト株式会社の完全子会社である日本の証券会社である。同社はJTG証券の略称も用いている。
もともとは山一證券系の協立証券株式会社であり、1999年に大手旅行会社・H.I.Sの創業者である澤田秀雄が同社を買収してエイチ・アイ・エス協立証券株式会社と商号変更し、2001年にエイチ・エス証券株式会社に商号変更した。現法人は、2007年に（旧）エイチ・エス証券株式会社が持株会社の澤田ホールディングス株式会社（現・HSホールディングス株式会社）となる際に、同社の完全子会社の（新）エイチ・エス証券株式会社として新設された法人である。2022年4月に株式譲渡によりJトラスト株式会社が親会社となったことから、同年10月にエイチ・エス証券株式会社からJトラストグローバル証券株式会社へ商号変更を行った。

## 概要
主に海外投資と新規公開株式 (IPO) の取扱い、ベンチャー企業のアドバイザリー業務に特徴がある。
外国債券では新発債券ならびに既発債券を取り扱っている。アメリカ合衆国やカナダ、オーストラリア、ニュージーランド (NZ)など先進国をはじめ、トルコやメキシコ、インドなどの新興国を含め世界各国の債券取扱実績がある。また、取扱債券の種類も一般的な債券から利付債や優先株預託証券、劣後債、仕組債など多岐にわたる。
外国株式においても、200銘柄を超えるアメリカや中国、インドネシア、シンガポールなど各国株式の取扱いがある。
他にも投資信託やノーロードファンド、日経225先物、オプション取引なども取り扱っている。
システム面では、スマートフォン用株式取引ツール「スマ株」、インターネットトレーディングツール 「JTG Trader Premium」といった株式取引ツールを提供し、逆指値やIFD・OCOなど自動売買ツールを拡充している。
取引形態としては、対面取引（本社を含め全国8店舗）・コールセンター取引・インターネット取引の3つのチャネルが用意されている。また、法人支援として未上場企業の株式公開やアドバイザリー業務にも力を入れており、近年では TOKYO PRO Market J-Adviser資格を取得している。Webセミナーも積極的に行っており、東京証券取引所や上場企業担当者、エミン・ユルマズ氏などによる講演を行っている。
ビジョン
ベンチャー企業・成長企業の資金調達、株式公開のお手伝いをし、ベンチャー企業のためのベンチャー証券会社として、多くのお客様に良い商品、サービスの提供ができる証券会社を目指す。

## 沿革
- 1958年（昭和33年） - 合同証券株式会社を承継し、東京都中央区日本橋兜町に協立証券株式会社を設立。
- 1958年（昭和33年） - 東京証券取引所正会員となり営業を開始。
- 1968年（昭和43年） - 証券取引法に基づく免許証券会社となる。
- 1987年（昭和62年） - 大阪証券取引所正会員となる。
- 1988年（昭和63年） - 資本金20億356万5千円となる。
- 1990年（平成2年） - 資本金30億356万5千円となる。
- 1998年（平成10年） - 証券取引法に基づく登録証券会社となる。
- 1999年（平成11年） - エイチ・アイ・エス協立証券株式会社に商号変更。
- 2001年（平成13年） - エイチ・エス証券株式会社に商号変更。
- 2004年（平成16年） - 大証ヘラクレス（現在のJASDAQ）に株式上場（証券コード: 8699）。
- 2004年（平成16年） - 東京都渋谷区道玄坂から東京都新宿区西新宿（住友不動産新宿オークタワー）に本社移転。
- 2006年（平成18年） - エイチ・エス証券分割準備株式会社を設立。
- 2007年（平成19年） - （旧）エイチ・エス証券株式会社を澤田ホールディングス株式会社（現・HSホールディングス）に商号変更。新興国外国債券の取扱いを開始。
- 2007年（平成19年） - エイチ・エス証券分割準備株式会社が、（旧）エイチ・エス証券株式会社（現・HSホールディングス）の会社分割（吸収分割）により事業を承継し、（新）エイチ・エス証券株式会社に商号変更。
- 2008年（平成20年） - 中国株式・香港株式の取扱いを開始。
- 2009年（平成21年） - モバイル株取引「株マル得ケータイ」をリリース。
- 2011年（平成23年） - ロシア株式の取扱いを開始。
- 2012年（平成24年） - 米国株式・シンガポール株式・インドネシア株式の取扱いを開始。
- 2014年（平成26年） - 「スマ株for PC」・「スマ株forタブレット」をリリース。
- 2016年（平成28年） - 「スマ株」バージョンアップ、「HS Trader PremiumⅡ」リリース。
- 2020年（令和2年） - TOKYO PRO Market J-Adviser資格取得
- 2022年（令和4年） - HSホールディングスが全株式をJトラスト株式会社に譲渡。Jトラストが親会社となる。
- 2022年（令和4年） - エイチ・エス証券をJトラストグローバル証券株式会社（略称：JTG証券）に商号変更。
- 2023年（令和5年） - 東京都新宿区西新宿から東京都渋谷区恵比寿（恵比寿ガーデンプレイスタワー）に本社移転

## 上場主幹事業務実績
| 上場日         | 銘柄名                                 | 上場市場           | 証券コード | 業種     | 公募価格 | 初値     | 騰落率   |
| -------------- | -------------------------------------- | ------------------ | ---------- | -------- | -------- | -------- | -------- |
| 2012年12月21日 | 株式会社グランディーズ                 | 福証Q-Board        | 3261       | 不動産   | 360円    | 368円    | 2.22 %   |
| 2014年11月27日 | 株式会社CRI・ミドルウェア              | 東証マザーズ       | 3698       | 情報通信 | 2,400円  | 13,500円 | 462.5 %  |
| 2015年12月18日 | アートグリーン株式会社                 | 名証セントレックス | 3419       | 卸売     | 420円    | 614円    | 46.19 %  |
| 2019年6月4日   | 大英産業株式会社                       | 福証本則           | 2974       | 不動産   | 1,520円  | 1,330円  | -12.5 %  |
| 2019年9月12日  | 株式会社ピー・ビーシステムズ           | 福証Q-Board        | 4447       | 情報通信 | 1,380円  | 1,950円  | 41.3 %   |
| 2020年12月11日 | 株式会社Geolocation Technology         | TOKYO PRO Market   | 4018       | 情報通信 | -円      | -円      | - %      |
| 2020年12月24日 | 株式会社グローバルインフォメーション   | JASDAQスタンダード | 4171       | 情報通信 | 1,210円  | 2,580円  | 113.22 % |
| 2021年7月21日  | アップコン株式会社                     | TOKYO PRO Market   | 5075       | 建設     | -円      | -円      | - %      |
| 2021年9月13日  | 株式会社Geolocation Technology         | 福証Q-Board        | 4018       | 情報通信 | 2,240円  | 3,550円  | 58.48 %  |
| 2021年11月1日  | 株式会社フロンティア                   | 福証Q-Board        | 4250       | 化学     | 930円    | 958円    | 3.01 %   |
| 2022年2月9日   | 株式会社ライトワークス                 | 東証マザーズ       | 4267       | 情報通信 | 2,100円  | 3,000円  | 42.85 %  |
| 2022年4月19日  | 東京高圧山崎株式会社                   | TOKYO PRO Market   | 7139       | 卸売     | -円      | -円      | - %      |
| 2022年9月12日  | 株式会社ペアキャピタル                 | TOKYO PRO Market   | 9559       | サービス | -円      | -円      | - %      |
| 2022年12月21日 | 株式会社日本オーエー研究所             | TOKYO PRO Market   | 5241       | 情報通信 | -円      | -円      | - %      |
| 2022年12月26日 | アップコン株式会社                     | 名証ネクスト       | 5075       | 建設     | 1,280円  | 1,000円  | -21.88 % |
| 2023年6月26日  | QLSホールディングス株式会社            | 名証ネクスト       | 7075       | サービス | 650円    | 800円    | 23.07 %  |
| 2023年6月27日  | OOKABE GLASS株式会社                   | TOKYO PRO Market   | 5886       | 卸売     | -円      | -円      | - %      |
| 2023年11月30日 | エム・デー・ビー株式会社               | TOKYO PRO Market   | 5594       | 情報通信 | -円      | -円      | - %      |
| 2023年12月8日  | WizBiz株式会社                         | TOKYO PRO Market   | 5866       | サービス | -円      | -円      | - %      |
| 2024年1月11日  | ワンビ株式会社                         | TOKYO PRO Market   | 5622       | 情報通信 | -円      | -円      | - %      |
| 2024年6月24日  | 株式会社ライジングコーポレーション     | TOKYO PRO Market   | 207A       | サービス | -円      | -円      | - %      |
| 2024年8月29日  | Cross Eホールディングス株式会社        | 福証Q-Board        | 231A       | 建設業   | 1,180円  | 1,085円  | -8.06%   |
| 2024年9月25日  | 株式会社リプライオリティ               | 福証Q-Board        | 242A       | サービス | 1,520円  | 1,398円  | -8.03%   |
| 2024年12月23日 | 株式会社日本オーエー研究所             | 名証ネクスト       | 5241       | 情報通信 | 550円    | 600円    | 9.09%    |
| 2025年1月31日  | 株式会社エス・エム・エス・データテック | TOKYO PRO Market   | 317A       | 情報通信 | -円      | -円      | - %      |
| 2025年5月23日  | 株式会社NEXT STAGE                     | TOKYO PRO Market   | 359A       | サービス | -円      | -円      | - %      |
| 2025年6月6日   | 株式会社エクシオホールディングス       | TOKYO PRO Market   | 362A       | サービス | -円      | -円      | - %      |

- 1999年から2010年まで計111社の新規公開株の幹事案件（うち主幹事案件は計30社）に携わっている[9]。
- 2019年福岡証券取引所新規上場会社概要に記載[10]。
- 2020年日本取引所TOKYO PRO Market銘柄一覧に記載[11]。
- 2020年日本取引所新規上場会社情報に記載[12]。

## その他
- Jトラストグローバル証券（略称：JTG証券）の前身にあたる合同証券は、小説「大番」の主人公・赤羽丑之助のモデルである相場師の佐藤和三郎が社長を務めた企業である。